# Your Arsenal
Your Arsenal je třetí sólové studiové album anglického zpěváka Morrissey. Vydáno bylo 27. července 1992 společností HMV. Jeho producentem byl Mick Ronson. V britské hitparádě se umístilo na čtvrté příčce. Bylo nominováno na cenu Grammy jako nejlepší alternativní album.

## Seznam skladeb
1. You're Gonna Need Someone on Your Side – 3:38
2. Glamorous Glue – 4:01
3. We'll Let You Know – 5:17
4. The National Front Disco – 4:23
5. Certain People I Know – 3:11
6. We Hate It When Our Friends Become Successful – 2:29
7. You're the One for Me, Fatty – 2:58
8. Seasick, Yet Still Docked – 5:07
9. I Know It's Gonna Happen Someday – 4:20
10. Tomorrow – 4:05

## Obsazení
- Morrissey – zpěv
- Alain Whyte – kytara
- Boz Boorer – kytara
- Gary Day – baskytara
- Spencer Cobrin – bicí